# ریچل لی
ریچل لی (انگلیسی: Rachel Lee با نام سابق لولتا لی؛ زادهٔ ۸ ژانویهٔ ۱۹۶۶) بازیگر اهل چین است وی از سال ۱۹۸۳ میلادی تاکنون مشغول فعالیت بوده‌است.
از فیلم‌ها یا برنامه‌های تلویزیونی که وی در آن نقش داشته‌است می‌توان به شانگهای آبی، عشق ابدی، و شبح شاد اشاره کرد.
همچنین برندهٔ جوایزی همچون جایزه باهینیای زرین شده‌است.